# 紅壺
『紅壺』（べにつぼ、英語: Red Pot）は、1965年（昭和40年）製作・公開、渡辺護監督による日本の長篇劇映画である。渡辺護の第2回監督作品。新漢字表記『紅壷』、上映用プリントから書き起こした題は『紅壺 べにつぼ』である。

## 概要

### 製作時の経緯
1965年（昭和40年）4月、新しい映画製作会社・扇映画プロダクションを設立した俳優出身の映画製作者、斎藤邦唯（1929年 - ）は、新人の渡辺護（1931年 - 2013年）を監督に抜擢、設立第1作『あばずれ』（配給新東宝興業）を同年6月に公開した。斎藤は次に、同作のスタッフ編成に協力し「沖弘次」名義で「監修」とクレジットされた関喜誉仁（1923年 - 没年不詳）に監督を依頼、同年8月10日公開の『嬲る』（配給新東宝興業）、同年9月21日公開の『妾の子』（配給ムービー配給社）を製作した。同社が次に製作した劇場用映画が、渡辺護の監督第2作『紅壺』である。
同作の脚本は、前作に引き続き吉田義昭（1932年 - 1989年）が執筆した。物語は『情婦マノン』（監督アンリ＝ジョルジュ・クルーゾー、1949年）を下敷きにしたものであった。『情婦マノン』の原作は、アベ・プレヴォーの長篇小説『マノン・レスコー』（1731年）であり、渡辺は本作をもって、18世紀フランスのファム・ファタール的な物語を1960年代の日本に置き換えたといえる。スタッフ編成に関しては、撮影技師に門口友也、照明技師に前作に引き続き村瀬栄一、音楽スコアは同じく小谷松実、録音技師も同じく杉崎喬（1935年 - ）、編集技師も同じく宮田二三夫が参加した。クレジット上は前作に引き続き吉田義昭は「吉田貴彰」、門口友也は「大森一郎」、村瀬栄一は「村井徹二」といった変名を使用している。門口友也は1957年（昭和32年）8月11日に公開された『森繁の僕は美容師』（監督瑞穗春海、製作宝塚映画製作所）で撮影技師飯村正のセカンド助手としてクレジットされた人物であり、その後、技師に昇進し1963年（昭和38年）9月3日に公開された『甘い罠』（監督若松孝二、製作東京企画）をはじめとして独立系成人映画を手がけた。杉崎喬は、当時は東京録音現像に所属したスタジオエンジニアである。撮影助手にクレジットされている「鈴木四郎」は、のちに渡辺護の常連撮影技師となる鈴木史郎（鈴木志郎とも）である。
キャスティングに関しては、脚本完成後、主演は今回も前作同様に飛鳥公子か、と検討していたとき、扇映画プロダクションの事務所に、曾我廼家五一郎（1879年 - 没年不明、本名谷光逸雄）の息子に当たる人物が連れてきた女優がいた。それが真山ひとみであり、渡辺護の回想によれば、『あばずれ』の主演に当初考えていた『日本拷問刑罰史』（監督小森白）の森美沙よりも「よかった」「スターになれる子だった」という。主人公の相手役には前作に引き続き黒木純一郎、主人公が所属するモデルクラブ社長役に前作で主人公（飛鳥公子）の父親を演じた千田啓介、 バー経営者役に岩城力也、業界紙の編集長役に上野山功一が出演している。ただし上映用プリントから書き起こした記述が掲載されている、東京国立近代美術館フィルムセンター所蔵作品の同作の項には、「上野山功一」名義のクレジットはない。
同作は、同年10月12日、関東を中心にセンチュリー映画社（本社・東京、1964年10月設立）、関西を中心に日本セントラル映画（本社・大阪、1964年4月設立）がそれぞれ配給して、公開された。それぞれの配給会社によるヴァージョン違いのポスターが現存する。主演の真山ひとみの出演作は、同作の前に、日活が製作・配給した藤江リカの主演作『処女喪失』（監督井田探、同年6月20日公開、映倫番号 13979）に助演しただけであり、『処女喪失』『紅壷』の2作以外の出演歴が見当たらない。したがって神戸映画資料館での『紅壺』上映の際の説明に「後に日活に移り活躍した」という記述があるが、この記述を裏付ける出演作品が存在しない。
渡辺護は、同作に引き続き、監督第3作『情夫と牝』（脚本奈加圭市、配給ムービー配給社）を同社で監督、同年10月に映倫審査を受け、同年11月2日に公開、監督第4作『浅草の踊子 濡れた肌』（脚本栄町はじめ、配給センチュリー映画社）を同社で監督、同年11月に映倫審査を受け、翌1966年1月に公開されている。

### 再評価
『紅壺』の上映用プリントについては、2001年（平成13年）にプラネット映画資料図書館とぴんくりんく編集部の共同調査で85分、16mmフィルム版が発掘されている。同ヴァージョンのプリントは、2013年（平成25年）2月8日 - 同11日に同館で行われた「ピンク映画50周年 特別上映会 映画監督・渡辺護の時代」で「現存する最古の渡辺護監督作品」として上映された。いっぽう、東京国立近代美術館フィルムセンターは、74分と65分の2ヴァージョン、いずれも35mmフィルム版のプリントを所蔵しており、2003年（平成15年）には、同センターは同プリントの修理・洗浄を行った記録がある。
監督の渡辺護は2013年（平成25年）12月24日に亡くなり、翌2014年には、ユーロスペースで渡辺の追悼上映が企画され、同年10月25日 - 同月31日には「渡辺護追悼 そして『たからぶね』の船出」として、当時、現存する最古の作品とされていた渡辺の監督第2作『紅壺』が上映された。同ヴァージョンは他館でも順次上映されたが、ユーロスペース等でデジタル上映されるこのヴァージョンは、78分であるという。渡辺自身も、渡辺の自伝的映画『糸の切れた凧 渡辺護が語る渡辺護』等のプロジェクトを進めていた井川耕一郎も、監督第1作『あばずれ』は失われたものと認識していた。上記の追悼上映が始まった後で、神戸映画資料館が同年、『あばずれ』の16mmフィルム短縮版の上映用プリントを発見、同年12月5日 - 同9日に同館で行われる「渡辺護 はじまりから、最後のおくりもの。」の特集上映で同作が上映される旨、発表された。したがって『紅壺』は「現存する最古の作品」ではなくなった。
井川耕一郎は、渡辺が同作の参考にしたであろうと考えられる作品が、渡辺の挙げた『情婦マノン』以外に2作存在すると指摘する。1つは『顔』（監督大曾根辰夫、原作松本清張、1957年）、もう1つは渡辺自身の前作『あばずれ』であるという。本作の主役を演じた真山ひとみは、渡辺護の演出した女優誕生の歴史のなかで、東てる美（1956年 - ）、美保純（1960年 - ）、可愛かずみ（1964年 - 1997年）の流れの最初に位置づけられる。

## スタッフ
- 製作 : 斎藤邦唯
- 監督 : 渡辺護
- 脚本 : 吉田貴彰、池田央 [2][6]
- 撮影 : 大森一郎
- 照明 : 村井徹二
- 音楽 : 小谷松実
- 録音 : 杉崎喬
- 編集 : 宮田二三夫
- 助監督 : 不破大作 [35][36]
- 製作主任 : 吉田光博
- 記録 : 伊月葉 [37]
- 撮影助手 : 鈴木四郎
- 照明助手 : 小林秀行
- 効果 : 藤森義宏
- スチール : 綴仁朗
- 監督助手 : 関根信雄
- 進行 : 花見征利 [38]
- 主題歌 : 『NIGHT OF TOKYO (ナイトオブトウキョウ)』[6]
  - 作詞よご英夫、作曲小谷松実、歌貴本実子

## 作品データ
- 製作会社 : 扇映画プロダクション
- 上映時間（巻数・尺長） : 75分（7巻・2,055メートル）[9]
- フォーマット : 白黒映画 - スコープ・サイズ（2.35:1）
- 映倫番号 : 14082 [7]
- 公開当時のレイティング指定 : 成人映画 [7]
- 劇場公開日 :  日本 1965年10月12日 [2]
- 配給 : センチュリー映画社[6][10]・日本セントラル映画[11]

## キャスト
| - 真山ひとみ - 弘子（モデル） - 黒木純一郎 - 保（写真家） - 沢田実 - 天野良一 - 千田啓介 - モデルクラブ社長・河野 - 押上三郎 - 福島信夫 | - 新井田鶴子 - 松原恵子 - 岩淵雪江 - 三戸部輝 - 北見一男 - 高崎浩 - 喜多道男 | - 宮崎信 - 大内ゆみ - 万城かなみ - 島田ゆかり - 川田和子 - 岩城力也 - バー経営者・轟 - 原あけみ - 先輩モデル | - クレジットなし - 上野山功一 - 業界紙の編集長・黒江 - 四志譲二 - 今井孝行 |

## ストーリー
地方から出てきて上野駅に降り立った若い女、弘子。弘子を見かけた写真家の保は、動物園で彼女を撮りつづける。保は弘子に恋をした。やがて弘子はモデルになり、先輩モデルをものすごい勢いで追い抜いて行く。
そんな弘子に言い寄る男たちがいる。モデルクラブ社長・河野、バー経営者・轟、そしてスキャンダルを追う業界紙の編集長・黒江。黒江は轟に彼女との仲を取り持つと持ち掛け、一方、弘子は河野に呼び出されて渋谷の旅館に出かける。黒江はその現場の写真を押さえ、弘子を強請るのであった。
黒江からネガを取り戻そうとカネを持って弘子が銀座のバーに現れ、黒江はカネを得ると去ろうとする。そこへ現れたのが保であり、保によって黒江は刺されるが、そのとき揉みあいになり、弘子も重傷を負ってしまうのだった。死に近い弘子の身体を肩にかついだ保が、バーの階段を降りてくる。「眠たい…眠たいの…」とつぶやく弘子。やがて夜が明けていく。